# 加姆斯峰 (格洛克納山脈)
47°04′09″N 12°39′45″E / 47.069170°N 12.662394°E

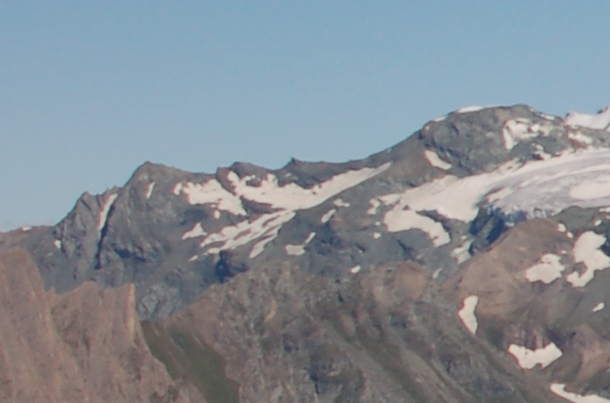

加姆斯峰（德語：Gamsspitze），是奧地利的山峰，位於該國西部，由蒂羅爾州負責管轄，屬於格洛克納山脈的一部分，海拔高度3,157米，每年平均降雨量2,073毫米，人類在1920年首次登頂。